# Lichtorgel
Eine Lichtorgel ist ein Beleuchtungsgerät, durch das Musik auf elektronischem Weg in rhythmische Lichteffekte umgesetzt werden kann. Lichtorgeln sind seit den 1970er Jahren ein beliebtes Effektgerät in Diskotheken und bei Partys. 

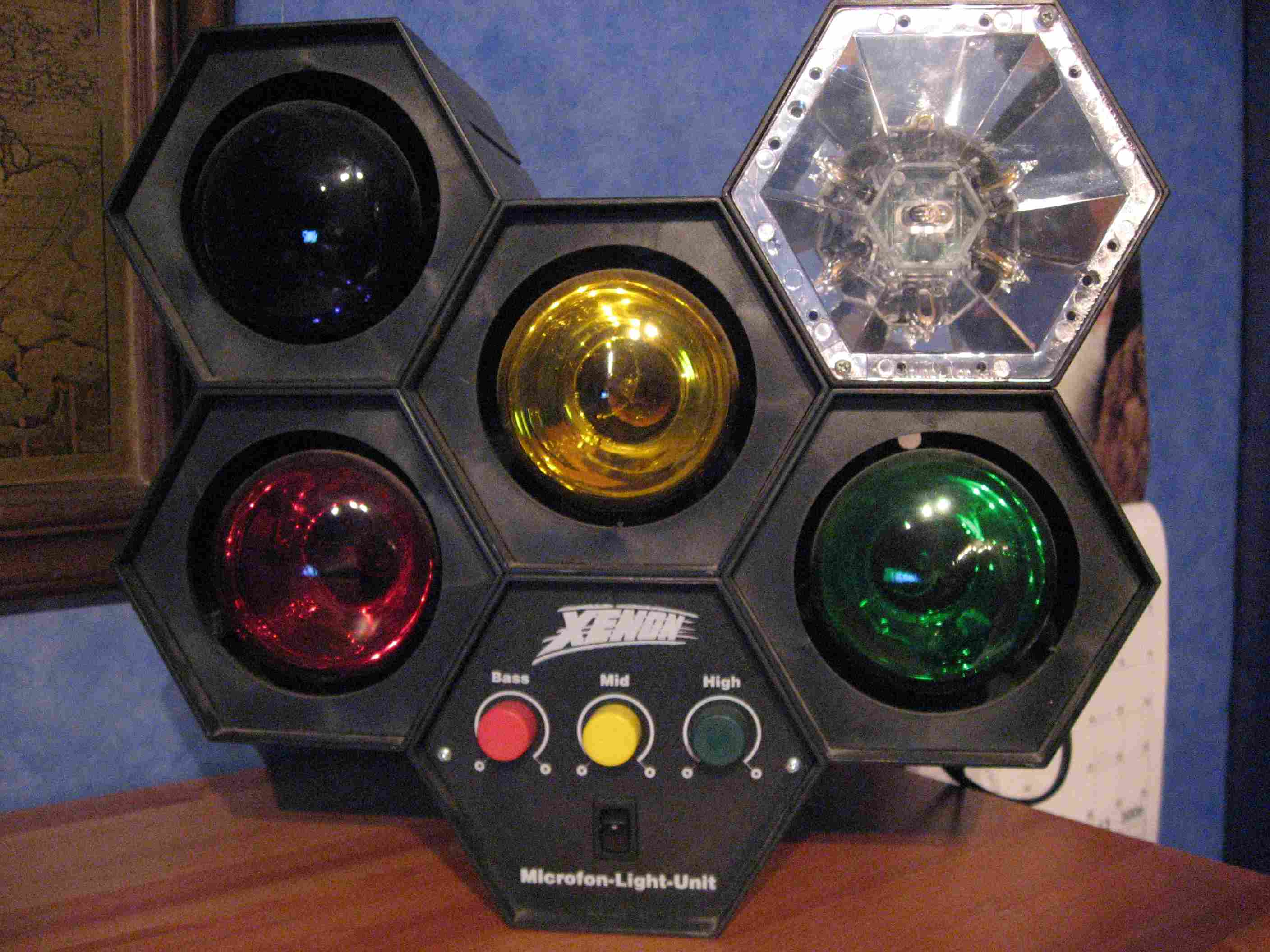
Lichtorgel mit Blitzlicht

In Diskotheken finden Lichtorgeln heute weniger Verwendung, da mehr auf manuelle Eingriffe (z. B. vom Lightjockey) und andere Effekte Wert gelegt wird.
Die Schaltung einer Lichtorgel zerlegt das eingespeiste Tonsignal in Frequenzbänder und steuert bei anspruchsvollen Geräten entsprechend der Lautstärke des jeweiligen Bandes durch eine Dimmerschaltung die Helligkeit der angeschlossenen Lampen.
Eine typische Party-Lichtorgel der 70er hatte drei Reflektor-Glühlampen, z. B. in Rot, Gelb und Blau, die dem Bass-, Mitten- bzw. Höhenpegel folgten. Es war aufgrund der einfachen Konstruktion ein beliebtes Selbstbauprojekt für Elektronik-Bastler, wobei eine Helligkeitssteuerung in der Regel fehlte, die Lampen wurden in Abhängigkeit vom Pegel des jeweiligen Frequenzbandes lediglich ein- und ausgeschaltet. 
Es gibt auch Lichtorgeln mit mehreren Kanälen, Lauflicht, Blitzlicht und Laser. Zum Ende der 1980er Jahre kamen die ersten komplexeren Lichtcontroller auf den Markt, die durch die Einführung der DMX-Technologie im Jahr 1986 zur digitalen Steuerung von Lichttechnik möglich geworden waren.
Inzwischen kann mit einem Computer die Frequenzanalyse übernommen werden. Durch Fourieranalyse stellen Media-Player, wie Winamp oder XMMS ihren Plugins bereits aufgewertete Signale zur Verfügung, die diese dann für die Visualisierungsplugins verwenden. Heutige Geräte haben elektronische Schaltungen, die verschiedene Effekte zulassen und mit LED-Technik ausgestattet sind, so dass der Stromverbrauch wesentlich geringer ist als in der Anfangszeit.